# Pasta cacio e pepe

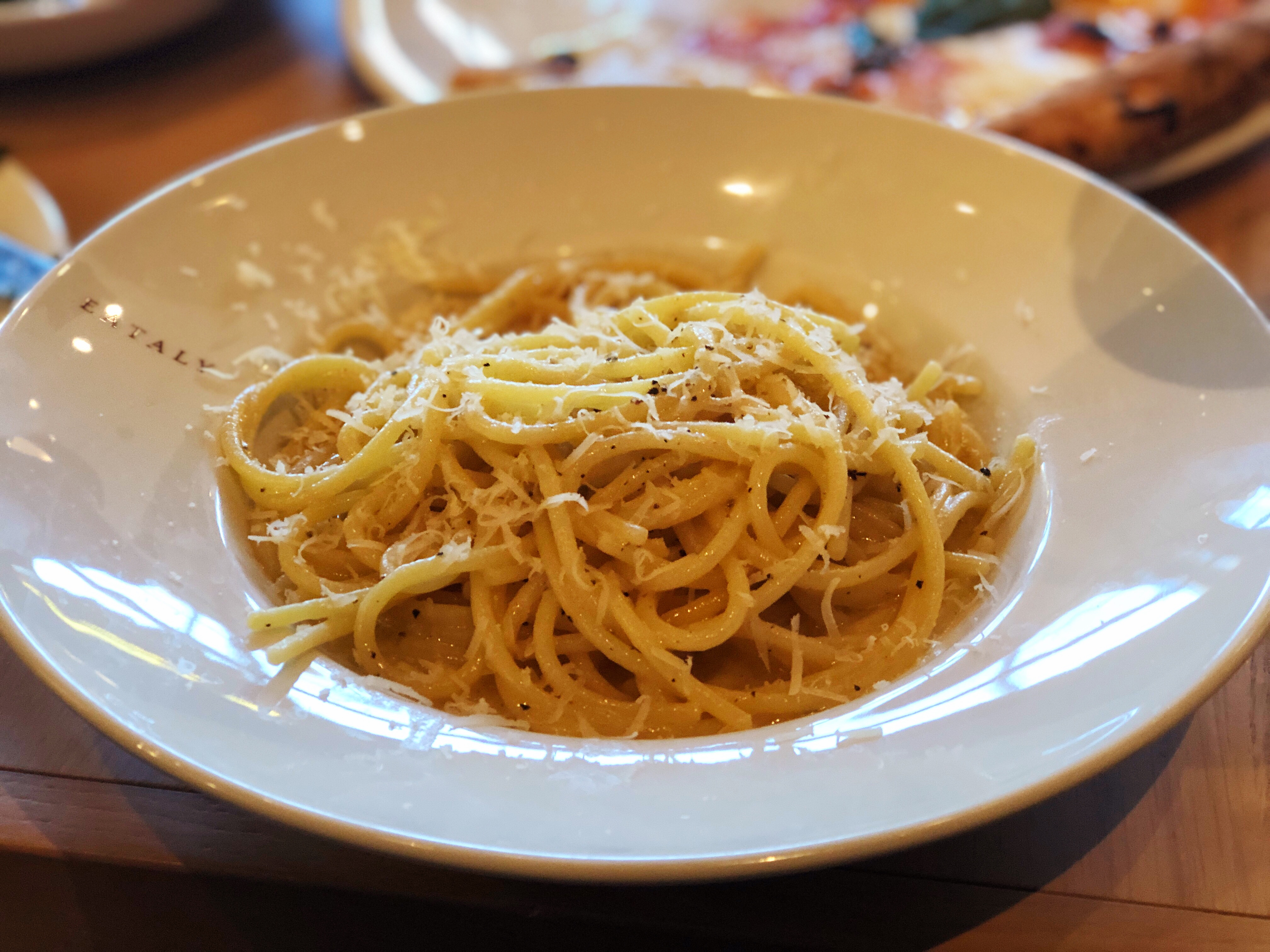

De pasta cacio e pepe (pasta met kaas en peper) is een traditionele Italiaanse culinaire specialiteit, afkomstig uit Rome en Lazio, bereid met pasta, zwarte peper en Pecorino Romano kaas.
Dit recept wordt al dente gekookt, meestal met spaghetti, tonnarello of spaghetti alla chitarra, en Pecorino Romano kaas gemaakt van schapenmelk uit de Italiaanse regio Lazio, alles rijkelijk gekruid met zwarte peper.
Het recept maakt gebruik van een gangbaar principe in de Italiaanse keuken, namelijk het gebruik van het zetmeel in het kokende, gezouten kookwater als bindmiddel om een rijke, romige saus te creëren; de hitte doet de kaas smelten, terwijl het zetmeel in het water helpt de peper en de kaas in de pasta te binden. Geraspte kaas en versgemalen peper in een pepermolen worden aan het mengsel toegevoegd bij het opdienen voor smaak en decoratie.
Het gemak waarmee de ingrediënten van dit eenvoudige recept kunnen worden bewaard, maakt het praktisch voor schaapherders om te maken in de weiden of op transhumance.
Het recept maakt deel uit van de cucina povera.

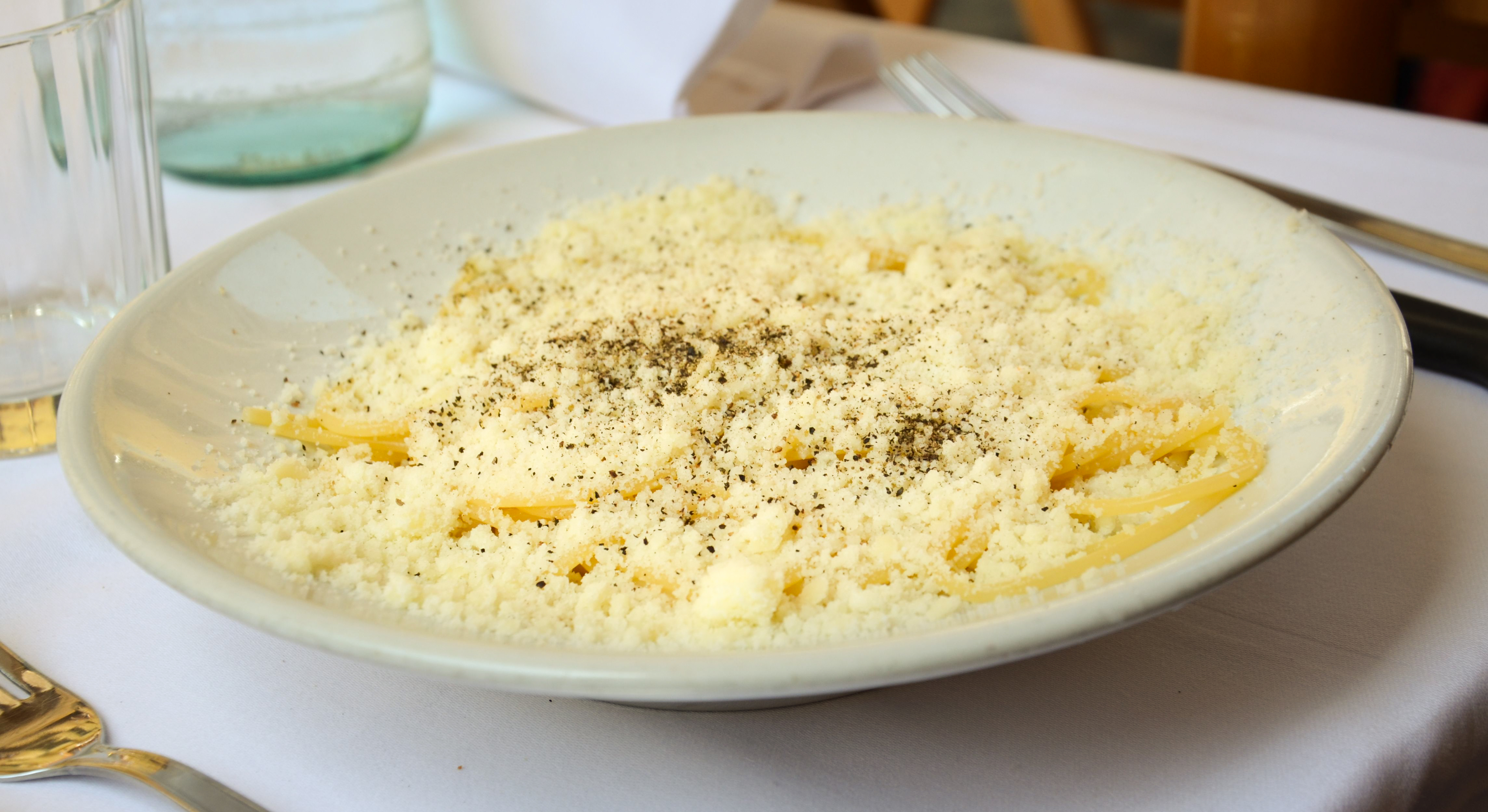
Spaghetti cacio e pepe
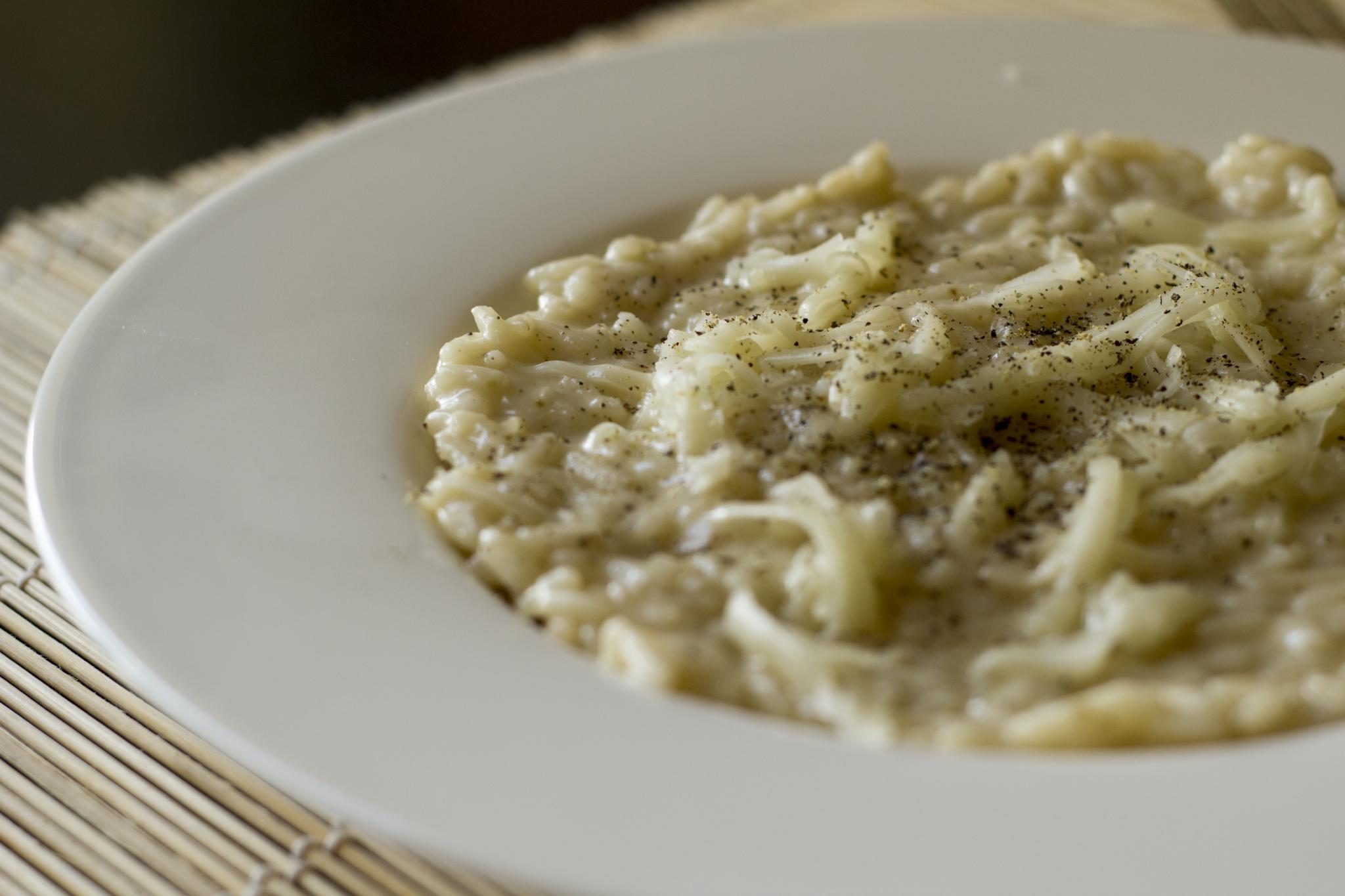
Risotto cacio e pepe
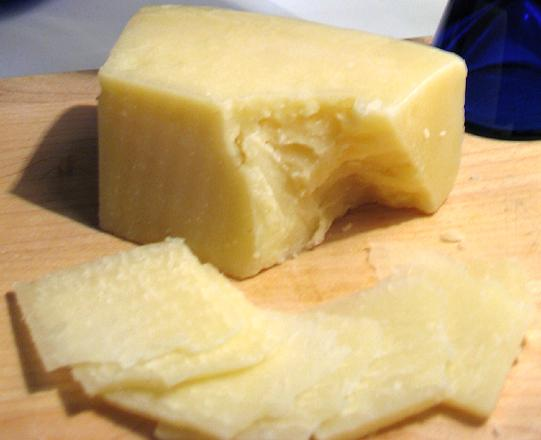
Pecorino Romano